# مینا هارکر
ویلهلمینا «مینا» هارکر یا مینا موری (به انگلیسی: Mina Harker) یکی از شخصیت‌های اصلی رمان ترسناک دراکولا در سال ۱۸۹۷، اثر نویسنده ایرلندی برام استوکر است. مینا موری، نامزد جاناتان هارکر و بهترین دوست لوسی وستنرا، اولین قربانی کنت دراکولا و پیچیده‌ترین شخصیت رمان به حساب می‌آید. در حالی که او نمونه‌ای از یک زن در دوره ویکتوریا به‌شمار می‌رود، در زمینه هوش و شجاعت همتای مردان بود. در مقابل با لوسی، اشاره بسیار کمی دربارهٔ تمایلات جنسی مینا ذکر شده‌است و او معمولاً به عنوان فردی پاک و عاری از هرگونه میل جنسی توصیف شده‌است. اگرچه او زنی متأهل و ازدواج کرده‌است، هرگز سخنی شبیه به انگیزه داشتن به میل جنسی از او شنیده نشد.

## داستان رمان
پس از گریختن نامزدش جاناتان از قلعه دراکولا، مینا نیز به بوداپست سفر کرده تا به او بپیوندد. در آنجا مینا از جاناتان در طی دوران بهبودیش پس از آسیب‌های روانی که بر اثر برخورد با دراکولا و سه عروس خون‌آشامش به او وارد شده بود، مراقبت می‌کرد. سپس آن‌ها به عنوان زن و شوهر به انگلستان بازگشتند. در بازگشت به خانه، آن‌ها دریافتند لوسی بر اثر یک بیماری مرموز ناشی از خونریزی شدید در نتیجه حمله یک حیوان خون‌آشام ناشناخته جانش را از دست داده‌است. آن‌ها متوجه شدند هیچ‌کس به جز دراکولا قادر به تغییر شکل ظاهر خود نبود. مینا و جاناتان با هدف از بین بردن دراکولا به آبراهام ون هلسینگ و گروهش پیوستند. اما وقتی دراکولا از این نقشه علیه خود آشکار شد، برای گرفتن انتقام مینا را گزید. او همچنین خون خود را به مینا خورانید تا پس از مرگش به یک خون‌آشام تبدیل شود. مینا به آرامی بر اثر خون دراکولا که در رگ‌هایش جریان داشت از پای درمی‌آمد و مدام از حالت هوشیاری به حالتی نیمه خلسه درمی‌آمد که در طی این مدت او به صورت دورآگاهی با دراکولا در ارتباط بود. مینا سپس از توانایی دورآگاهی خود برای ردیابی و پیدا کردن دراکولا استفاده نمود. در انتها دراکولا به قلعه خود واقع در ترانسیلوانی فرار کرد، اما به‌دست ون هلسینگ و گروهش درست قبل از غروب خورشید کشته شد. در نتیجه طلسم دراکولا شکسته شد و نفرین مینا از بین رفت.